# 오리건주의 기

오리건 주의 기 (앞면)

오리건 주의 기 (뒷면)

오리건의 기는 오리건주의 깃발이다. 미국의 주기 중에 유일하게 앞면과 뒷면이 구분된 기이다.

## 개요
- 앞면 : 앞면에는 오리건 주의 공식 명칭인 'STATE OF OREGON'과 오리건 주의 문장, 그리고 연방에 가입한 1859년이 새겨져있다.
- 뒷면 : 뒷면에는 오리건 주의 상징물인 비버가 새겨져있다.